# Mateo Realdo Colombo

Realdi Columbi chremonensis... De re anatomica libri 15. - Parisiis : apud Andream Wechelum sub Pegaso, in vico Bellouaco, 1572

Mateo Realdo Colombo o Renaldus Columbus (c. 1516-1559) fue un profesor de anatomía y cirujano de la Universidad de Padua, Italia (1544-1559), alumno y sucesor de Vesalio.
Su obra fue publicada bajo el nombre de De re anatomica, donde presentaba una descripción completa de la circulación pulmonar y corregía algunas de las omisiones y errores de su maestro.
Sus contribuciones a la anatomía y la medicina incluyen:
- La lente se ubica en la parte anterior del ojo, no en el centro.
- Las arterias se expanden con cada latido.
- La válvula pulmonar del corazón se cierra durante la diástole, impidiendo el reflujo.
- La sangre fluye desde el lado derecho del corazón a través de los pulmones.

El libro es también conocido por su descripción del clítoris, llamado por Colombo amor veneris, "placer de Venus", cuyo descubrimiento se atribuyó, siéndole discutido por Gabriel Fallopius en beneficio propio. Kasper Bartholin, en el siglo XVII, descartó ambas atribuciones, alegando que el clítoris era conocido por los anatomistas desde el siglo II a. C.
William Harvey, que estudió en Padua unos 50 años después, se basó en los trabajos de Colombo para su propia teoría de la circulación sanguínea.
El escritor Federico Andahazi noveló la vida de Colombo en El anatomista (1997).